# Климентьєв Василь Петрович
Василь Петрович Климентьєв — український журналіст, головний редактор харківської газети «Новий стиль». Климентьєв зник безвісти 11 серпня 2010 року о 8:55, і його місцезнаходження досі невідоме. Колеги вважають, що зникнення журналіста могло бути пов'язано з його професійною діяльністю.
Климентьєв позиціював себе як журналіст-розслідувач, який займається висвітленням тем, пов'язаних з корупцією в силових органах.

## Розслідування зникнення
26 серпня 2010 року Президент України Віктор Янукович взяв справу про розшук зниклого редактора під особистий контроль.
1 вересня після допиту зник безвісти свідок у справі розслідування зникнення Климентьєва.
2 вересня слідчі група з Полтави та спецпідрозділ Беркут провели обшук у квартирі адвоката Климетьєва — В. Ісмайлова з метою вилучити документи, пов'язані з кримінальною справою дворічної давнини. Результатом обшуку було вилучення усіх документів і комп'ютерів. Згодом В. Ісмайлов зник безвісти.
25 листопада Європарламент у резолюції щодо України закликав українську владу ретельно розслідувати зникнення журналіста.
20 січня 2011 року розшук свідка перекваліфіковано в розшук підозрюваного, двічі засуджений ексміліціонер в день зникнення запропонував передати Климентьєву певну інформацію.
У березні 2012 року МВС оголосило в розшук двох підозрюваних у викраденні Климентьєва — колишнього співробітника УБОЗ Андрія Козара та Дмитра Уварова. У серпні 2012 року МВС оголосило про розкриття справи зникнення журналіста, а основним підозрюваним слідчі оголосили Андрія Козара, зауваживши, що він діяв зі спільником, ім'я якого оголошено не було. У ході слідства замовники злочину не були встановлені.